# Caenides
Caenides is een Afrotropisch geslacht van vlinders van de familie van de dikkopjes (Hesperiidae), van de onderfamilie van de Hesperiinae. Dit geslacht is voor het eerst wetenschappelijk beschreven door William Jacob Holland in een publicatie uit 1896.

## Soorten
- C. benga (Holland, 1891)
- C. dacela (Hewitson, 1876)
- C. dacenova Larsen & Collins, 2011
- C. dacenilla Aurivillius, 1925
- C. hidarioides Aurivillius, 1896
- C. kangvensis Holland, 1896
- C. lukolela Larsen & Collins, 2014
- C. otilia Belcastro, 1990
- C. sophia (Evans, 1937)
- C. soritia (Hewitson, 1876)
- C. xychus (Mabille, 1891)

### Status onduidelijk
- C. banta Evans, 1952
- C. dacena (Hewitson, 1876)
- C. na Lindsey & Miller, 1965